# Феномен людини
«Феномен людини» (фр. Le Phénomène humain) — основний філософський твір французького католицького філософа й антрополога П'єра Теяра де Шардена, трактат, написаний у 1938—1940 роках і опублікований посмертно в 1955 році.
Згідно з розгорнутою в роботі концепцією, усякій матерії притаманна певна внутрішня енергія, що має психічну природу і проявляється на рівні людини як свідомість. Саме цей первень слугує рушійною пружиною еволюції, основним напрямком якої є розвиток психіки, свідомості (і паралельне ускладнення матеріальних форм). З виникненням під час еволюції людини народжується і поступово розгортається ноосфера. Кульмінаційним пунктом її розвитку стає «точка Омега», коли із синергії індивідуальних людських свідомостей, пов'язаних любов'ю, народжується якийсь єдиний мислячий організм, вища свідомість. Ця вища свідомість (Омега), що існує поза простором і часом, виявляється тим «вогнищем духу», яке від початку часів притягує матерію, життя до зростання свідомості.

## Історія
Робота «Феномен людини» була написана в 1938—1940 роках, під час перебування Теяра де Шардена у складі місії ордену єзуїтів у Китаї. Після повернення до Франції в 1946 році він спробував отримати від Ордену дозвіл на публікацію книги, проте, як і для його попередніх праць, отримав відмову. Погляди Теяра на створення й еволюцію визнавалися Орденом неортодоксальними, близькими до пантеїзму, і ще з 1920-х років йому було заборонено викладати публічно або публікувати їх. Будучи священиком-єзуїтом, де Шарден корився цій забороні до кінця життя.
Не полишаючи спроб добитися дозволу на публікацію, у 1947 році Теяр де Шарден переробив книгу, вилучивши особливо гострі місця. У 1948 році він безуспішно намагався отримати в папській курії в Римі дозвіл на видання хоча б фрагментів книги під назвою «Зоологічна група людини». Не допомогло і введення додаткового розділу-епілогу «Християнський феномен».
«Феномен людини» був опублікований лише посмертно, відкривши в 1955 році видання зібрання творів Теяра де Шардена.

## Зміст
До читача
Пролог: Бачити
I. ПЕРЕД ЖИТТЯМ
Тканина універсуму
Внутрішнє речей
Молода Земля
II. ЖИТТЯ
Поява життя
Експансія життя
Мати-Земля (Деметра)
III. ДУМКА
Виникнення думки
Розгортання ноосфери
Сучасна Земля
IV. НАДЖИТТЯ
Колективний вихід
За межами колективу
Завершальний етап Землі
Резюме, або Післямова: Сутність феномена людини
У попередньому зверненні до читача Теяр де Шарден пропонує ставитися до його книги не як до метафізичного або теологічного трактату, а як до наукової роботи, що ставить завдання лише описати людину, однак описати у всій її повноті, не тільки тілесній, але й духовній — описати «лише феномен. Але зате вже весь феномен».

### Перед життям

#### Зовнішня сторона речей
Матерія множинна (атомічна, подрібнювана) і при цьому єдина й активна (тобто її частини одноманітні, однорідні і взаємопов'язані, діють одна на одну). Радіус дії кожного космічного елемента безмежний.
Історично матерія космосу розвивається, набуваючи все складніших і більш організованих форм — з первинних частинок утворюються складніші тіла. При цьому ці переходи можуть відбуватися не скрізь і не завжди: створення складніших матеріальних сполук, великих молекул відбувається в туманностях, сонцях завдяки концентрації там матерії.

#### Внутрішня сторона речей
Ми знаємо, що людина має не тільки тіло, але і свідомість, тому повинні припустити існування аналогічної «внутрішньої» сторони у всякої матерії. При цьому свідомість так само «розпорошене», атомістичне, як матерія, а його рівень, складність корелює зі складністю, рівнем організації відповідного матеріального утворення — «це лише дві взаємопов'язані сторони або частини одного й того ж явища».
Усяка енергія має духовну, психічну природу. Проте «в кожному елементі-частинці ця фундаментальна енергія ділиться на дві складові: тангенціальну енергію, яка пов'язує цей елемент з усіма іншими елементами того самого порядку (тобто тієї ж складності і тієї ж „внутрішньої зосередженості“), і радіальну енергію, яка притягує його в напрямку все складнішого і внутрішньо зосередженішого стану». Далі, «слід розрізняти два види тангенціальної енергії: один вид — енергія випромінювання (з максимумом при дуже малих радіальних значеннях — випадок атома); другий вид — енергія організації (помітна лише при великих радіальних значеннях — випадок живих істот, людини)». При цьому між рівнями тангенціальної енергії випромінювання (тобто енергії у фізичному сенсі) та радіальної енергії елемента існує зворотна залежність: «чим менше елемент зосереджений (тобто чим слабкіша його радіальна енергія), тим у потужніших механічних ефектах проявляється його тангенціальна енергія».

#### Молода Земля
На молодій Землі геохімічний розвиток відбувався у двох напрямках: кристалізація — формування мінералів і полімеризація — поява вуглецевих, водневих або гідратних і азотних органічних сполук". Так на Землі утворилася тонка плівка «протобіосфери».
Внутрішня «психічна», «духовна» сторона цієї ускладнюваної матерії молодої Землі «зростає у своєму „радіальному значенні“ відповідно до зростаючої хімічної складності елементів, внутрішню „підкладку“ яких вона складає».

### Життя

#### Поява життя
Із самого початку клітинне життя має розглядатися не як механічна множина, але як «свого роду розсіяний суперорганізм», що володіє одноманітністю елементів і підпорядкований початку «„симбіозу“ або спільного життя», «до певної міри жива плівка».

#### Експансія життя
Крім єдності живої речовини Землі, загальними особливостями руху життя є: 1) удосталь живої матерії, що намацує вдалі варіації; 2) байдужість до індивідів; 3) винахідливість (життя «повинне збирати механізми гнучкі й прості», тому «за будовою будь-який організм завжди і з необхідністю розбирається на складові частини»).
Елементарними формами руху життя є: 1) розмноження через самовідтворення; 2) парування; 3) об'єднання (спершу агрегація, як у бактерій або нижчих грибів; потім «спаяна колонія з чіткіше спеціалізованими, але ще зовсім не централізованими елементами — такими є вищі рослини, мохуватки або поліпи»; пізніше багатоклітинні; пізніше суспільства); 4) спрямоване ускладнення (ортогенез).
Розростання гілок життя в ході еволюції виявляє дію трьох факторів:
1. «зчеплення росту, що породжують „філи“»[11] (різноманіття життя не безмежне, а групується за кількома напрямками);
2. «розпускання (або роз'єднання) зрілості, що періодично здійснюють „мутовки“»[11] (після того як філа досягає найбільш економічної і пристосованої форми, вона розгалужується, «розпускається», а ці промені — ніби щупальця, що відшукують нові ніші для розвитку життя — і собі розходяться новими віялами, і так доки це розгалуження не згасає);
3. «дія віддаленості, яка з вигляду усуває „черешки“»[11] (ранні, перехідні форми не зберігаються — звідси помилкове враження, що види з'являються вже в готовому вигляді).

#### Мати-Земля (Деметра)
Еволюція має «певний напрям і привілейовану вісь»: з моменту появи життя на Землі головним в історії планети стає розвиток життя, а в розвитку життя — розвиток свідомості й пов'язаний з ним розвиток нервової системи — цефалізація.
При цьому рушійною пружиною еволюції є не зовнішні фактори — боротьба за існування і природний відбір, а внутрішній імпульс, «глибинний порив» — радіальна енергія: «„Імпульс“ світу, що виражається у зростанні свідомості, може мати своїм останнім джерелом лише якийсь внутрішній принцип руху, тільки в ньому він знаходить пояснення свого незворотного прагнення до все вищих форм психічного». Тут думка Шардена зближується з теорією життєвого пориву Анрі Бергсона. «У самій своїй основі живий світ утворений свідомістю, що наділена тілом і кістками. Так що від біосфери до виду — все це лише величезне розгалуження психізму, що шукає себе в різних формах».
У найвищій мірі розвиток нервової системи, мозку і свідомості проявився у ссавців, а серед них — у приматів.

### Думка

#### Виникнення думки
Центральним феноменом психічного життя людини, що відокремлює його від тваринного світу, Шарден називає рефлексію. З народженням рефлективності зростає значення індивіда, якого раніше приносили в жертву виду і який був лише ланкою в ланцюзі поколінь. Історично цей стрибок відбувається «між останніми шарами пліоцену, де ще немає людини, і наступним рівнем, де приголомшений геолог знаходить перші обтесані кварцити».
На рівні людини психічне стає головною частиною феномена життя, і під час вивчення подальшої еволюції людини потрібно розглядати не тільки анатомію, але і психологію, і культуру. Еволюція рухається тепер вперед не тільки за допомогою природної «гри випадковостей», але набуває також соціокультурної форми винаходу.
Оскільки цей еволюційний ривок лежить на основній осі еволюції життя (спрямованій «до все вищої свідомості»), поява рефлексії — стрибок не просто для виду, але й для життя як планетарного феномена в цілому. У зональній структурі Землі з'являється нова оболонка: до металевої барисфери, оточеної «кам'янистою літосферою, поверх якої так само є текучі оболонки гідросфери й атмосфери», і, нарешті, біосфері тепер додається ноосфера, що вінчає планету. У ній Земля «набуває душу».

#### Розгортання ноосфери
Людина розмножується і поширюється по Європі, Азії та Африці. З початком неоліту люди переходять до осілого життя, з'являються землеробство і тваринництво: виникає цивілізація. Людина проникає в Новий Світ — і «плівка ноосфери» охоплює тепер всю Землю. Серед декількох вогнищ цивілізації (Межиріччя-Середземномор'я на Заході, Китай, Індія, пізніше Центральна Америка (Мая) і Полінезія) «провідна вісь антропогенезу пройшла через Захід».

#### Сучасна Земля
В останні століття людство, ведене Заходом, переходить з неоліту в нову еру. Приходить розуміння еволюційної природи всього існуючого, розуміння того, що людська думка, суспільство, культура також підпорядковуються дії еволюції (тобто космогенез набуває тут форми ноогенезу): «У свідомості кожного з нас еволюція зауважує саму себе, усвідомлюючи себе». Людина сьогодні — вершина розвитку життя.

### Наджиття

#### Колективний вихід
Шлях вперед до розгортання ноосфери лежить не перед індивідом або групою (расою), але перед сукупним людством. Розвиток людства демонструє зближення як індивідів, так і «гілок», груп. По-перше, через замкнутість і обмеженість простору Землі, людство, збільшуючись у кількості й розповсюджуючись на планеті, як би спресовувалося, ущільнювалося; при цьому відбувалася якась «концентрація свідомості». По-друге, людство під час еволюції не розпадається, як це відбувалося з іншими тваринами формами, на різні види, а зберігає єдність: відбувається безперервне змішування генів, і навіть між расами. Отже, людство «покриває Землю одною організованою оболонкою», і це об'єднання веде до появи в майбутньому нового рівня організації й нового рівня свідомості — якоїсь «органічної суперагрегації душ», єдиного «Духа Землі», «надлюдства»:

#### За межами колективу
Кульмінаційним пунктом розвитку ноосфери, який Шарден називає Точкою Омега, стане якась вища свідомість, у якій збереться, знайшовши нову якість, уся сукупність індивідуальних свідомостей.
Особа не буде втрачена в цій вищій свідомості: вона означає не деперсоналізацію, а «надперсоналізацію». Окремі людські свідомості продовжать усвідомлювати себе в цій загальній свідомості, навіть більше, завдяки взаємній конвергенції в Омезі їхні індивідуальності навіть збагатяться. Подібно до того як не втрачають своєї індивідуальності клітини організму або члени суспільства, тут «під впливом верховного автономного вогнища єднання» — Точки Омега — «здійснюється диференційована єдність».
Шлях до цього єднання між індивідами — любов. У зародковому вигляді любов як «внутрішній потяг до єднання» проникає всю матерію. Але звичних нам форм любові недостатньо: синтез, який настане в Точці Омега, передбачає, що наша здатність любити повинна стати всеосяжною, охопити всіх людей. Подібне не тільки можливе, але й частково знайоме нам у вигляді естетичного та релігійного досвіду, коли людина переживає «відчуття універсуму», резонансу з цілим. Однак, щоб така любов могла існувати, вона повинна бути спрямована не на колектив, не на анонімну множину — їй потрібний об'єкт, «люблячий і любимий». Цим об'єктом — «обличчям і серцем», свого роду активною персоніфікацією універсуму — і стає Омега.
Отже, треба визнати, що об'єкт, названий Омегою, реально існує вже тепер — інакше він не міг би «покласти початок одностайності мислячих частинок світу і підтримувати його своїм впливом», роблячи можливою всеосяжну любов. Виникаючи в ході еволюції, він у той же час за своєю природою вислизає від дії сил, які прирікають на загибель все, що виникає, від обмежень часу і простору, виявляючись зрештою трансцендентним: «Останній член ряду, він разом з тим поза рядом».
Існування Омеги пояснює рух до зростання свідомості під час еволюції. Внутрішній (психічний, радіальний) первень матерії від самого початку «тяжіє до божественного вогнища духа, який приваблює його попереду», «таємно спонукається дією першодвигуна, що є попереду».

#### Завершальний етап Землі
Подальша еволюція людини, що веде до Точки Омега, буде відбуватися у формі соціальній і духовній, органічно людина помітно не зміниться. Утім, Шарден допускає можливість штучної зміни людського тіла й навіть мозку силами науки майбутнього, яка, можливо, зуміє, оволодівши механізмом спадковості, пружиною еволюції, «переробити й завершити людського індивіда».
У подальшому розвитку людства (ноосфери) Шарден бачить такі основні лінії:
- подальше багаторазове зростання значення науки в житті суспільства;
- зосередження наукових досліджень на людині;
- об'єднання науки й релігії.

Ймовірність розселення людини на інших планетах і контакту з іншими мислячими істотами (тобто іншими ноосферами) Шарден вважає дуже невеликою; причини цього — непристосованість організму до умов інших планет і незначна ймовірність одночасного існування й зустрічі двох мислячих світів, враховуючи масштаби космічного простору та часу.
Кульмінація розвитку ноосфери — і в цьому сенсі «кінець світу» — настане, коли людство в цілому, як колись людина, усвідомить саме себе і, покинувши свою «органо-планетарну опору», трансцендує до вищого центру Омега:

## Переклади

### Українською
- Тейяр де Шарден. Феномен людини : [переклад фрагментів] / пер. з фр. Г. Волинки // Читанка з історії філософії: У 6 книгах. Книга 6. Зарубіжна філософія XX століття. — К. : Фірма «Довіра», 1993. — С. 159—165. — ISBN 5-85154-083-4. (Кн. 6)

### Англійською
- The Phenomenon of Man в Інтернет-архіві

### Російською
- Теяр де Шарден П. Феномен человека / предисл. Роже Гароди; пер. с фр. Н. А. Садовского. — М.: Прогресс, 1965. — 296 с.

- Теяр де Шарден П. Феномен человека / предисл. и комм. Б. А. Старостина; пер. с фр. Н. А. Садовского. — М. : Наука, 1987. — 240 с. (перевидання).

- Теяр де Шарден П. Феномен человека. Вселенская месса: [сб.] / пер. Н. А. Садовского, М. Чавчавадзе. М.: Айрис-Пресс, 2002. 352 с. ISBN 5-8112-0077-3 (У видання включений розділ «Феномен христианства» в пер. М. Чавчавадзе.)
- Теяр де Шарден П. Феномен человека: [сб.]. М.: АСТ, 2002. 554 с. ISBN 5-17-009886-3 (У видання включений розділ «Феномен христианства» і додаток «Несколько замечаний о месте и участии зла в эволюционирующем мире» в пер. О. Вайнер.)